# Harvey Barnes
Harvey Lewis Barnes (Burnley, 9 dicembre 1997) è un calciatore inglese, centrocampista del Newcastle Utd.

## Biografia
Suo padre Paul è stato a sua volta un calciatore professionista.

## Caratteristiche tecniche
Trova la sua collocazione ideale nel ruolo di esterno ed ala offensiva sulla fascia sinistra. Si dimostra efficace nei dribbling, nella finalizzazione e nel fornire assist ai compagni.

## Carriera

### Club
Leicester City e vari prestiti
Cresciuto nel settore giovanile del Leicester City, il 25 giugno 2016 ha firmato il primo contratto professionistico, di durata triennale. Il 7 dicembre ha esordito in prima squadra, nella partita di Champions League persa per 5-0 contro il Porto. Il 20 gennaio 2017 viene ceduto in prestito al 
MK Dons, disputando un’ottima seconda parte di stagione.
Il 21 luglio dello stesso anno prolunga con le Foxes fino al giugno 2021, e l’11 agosto seguente passa a titolo temporaneo al Barnsley. Rientrato al Leicester nel successivo mese di gennaio, il 19 aprile 2018 debutta in Premier League, in occasione del pareggio casalingo contro il Southampton.
Il 24 luglio successivo, si trasferisce, sempre in prestito, al West Bromwich dove ritrova minutaggio e si rivela un giocatore importante per la Championship con 9 goal e 7 assist in 26 presenze.
Rientro al Leicester City
Dopo vari anni di gavetta positivi in Championship, torna in Premier League con la maglia del Leicester City. Il 20 aprile 2019 segna il goal decisivo nei minuti finali per il pareggio in trasferta contro il West Ham sul 2-2 finale.
Nel corso della stagione 2019/2020 mette a segno 6 goal e 8 assist in 36 presenze di Premier League.
L'annata successiva 2020/2021 migliora ulteriormente i suoi numeri con 9 goal e 4 assist in 25 presenze di Premier League, realizza 3 goal in 8 presenze di Europa League nella fase a gironi. Il 15 maggio 2021 vince la Fa cup in finale contro il Chelsea, non disputa la gara per infortunio e conclude con 1 rete nella competizione inglese.
Il 7 agosto 2021 scende in campo da titolare nella vittoria della Community Shield per 1-0 contro il Manchester City. Raggiunge le semifinali di Conference League nel 2021/2022 contribuendo con 2 goal e 2 assist nella competizione europea. Contribuisce ulteriormente con 6 goal e 10 assist in 32 presenze di Premier League.
Nel corso della stagione 2022/2023 realizza la miglior annata in termini realizzativi con 13 goal e 1 assist in 34 presenze di Premier League. A fine stagione saluta i Foxes, dopo aver totalizzato 45 goal e 32 assist in 187 presenze per tutte le competizioni.
Newcastle
Il 23 luglio 2023 viene ceduto al Newcastle.. Debutta nella prima giornata di campionato andando subito a segno nei minuti di recupero contro l'Aston Villa e fornendo anche un assist. Conclude la stagione d'esordio nella nuova squadra con 5 goal e 3 assist in 21 presenze di Premier League. 
Nel corso della stagione 2024/2025 aumenta il suo minutaggio mettendo a segno 9 goal e 5 assist in 33 apparizioni di Premier League. Il 16 marzo 2025 scende in campo da titolare nella vittoria dell'Efl Cup contro il Liverpool per 2-1.

### Nazionale
Ha giocato nelle nazionali giovanili inglesi Under-20 ed Under-21.
L'8 ottobre 2020 esordisce in nazionale maggiore nell'amichevole vinta 3-0 contro il Galles.

## Statistiche

### Presenze e reti nei club
Statistiche aggiornate al 16 marzo 2025.
| Stagione              | Squadra               | Campionato            | Campionato | Campionato | Coppe nazionali | Coppe nazionali | Coppe nazionali | Coppe continentali | Coppe continentali | Coppe continentali | Altre coppe | Altre coppe | Altre coppe | Totale | Totale | Totale |
| Stagione              | Squadra               | Comp                  | Pres       | Reti       | Comp            | Pres            | Reti            | Comp               | Pres               | Reti               | Comp        | Pres        | Reti        | Pres   | Reti   |        |
| --------------------- | --------------------- | --------------------- | ---------- | ---------- | --------------- | --------------- | --------------- | ------------------ | ------------------ | ------------------ | ----------- | ----------- | ----------- | ------ | ------ | ------ |
| 2016-gen. 2017        | Leicester City        | PL                    | 0          | 0          | FACup+CdL       | 0               | 0               | UCL                | 1                  | 0                  | -           | -           | -           | 1      | 0      |        |
| gen.-giu. 2017        | MK Dons               | FL1                   | 21         | 6          | FACup+CdL       | 0               | 0               | -                  | -                  | -                  | FLT         | -           | -           | 21     | 6      |        |
| 2017-gen. 2018        | Barnsley              | FLC                   | 23         | 5          | FACup+CdL       | 0+2             | 0               | -                  | -                  | -                  | -           | -           | -           | 25     | 5      |        |
| gen.-giu. 2018        | Leicester City        | PL                    | 3          | 0          | FACup+CdL       | 2+0             | 0               | -                  | -                  | -                  | -           | -           | -           | 5      | 0      |        |
| 2018-gen. 2019        | West Bromwich         | FLC                   | 26         | 9          | FACup+CdL       | 0+2             | 0               | -                  | -                  | -                  | -           | -           | -           | 28     | 9      |        |
| gen.-giu. 2019        | Leicester City        | PL                    | 16         | 1          | FACup+CdL       | 0               | 0               | -                  | -                  | -                  | -           | -           | -           | 16     | 1      |        |
| 2019-2020             | Leicester City        | PL                    | 36         | 6          | FACup+CdL       | 3+3             | 1+0             | -                  | -                  | -                  | -           | -           | -           | 42     | 7      |        |
| 2020-2021             | Leicester City        | PL                    | 25         | 9          | FACup+CdL       | 2+0             | 1+0             | UEL                | 8                  | 3                  | -           | -           | -           | 35     | 13     |        |
| 2021-2022             | Leicester City        | PL                    | 32         | 6          | FACup+CdL       | 2+1             | 1+1             | UEL+UECL           | 4+8                | 1+2                | CS          | 1           | 0           | 48     | 11     |        |
| 2022-2023             | Leicester City        | PL                    | 34         | 13         | FACup+CdL       | 2+4             | 0+0             |                    | -                  | -                  |             | -           | -           | 40     | 13     |        |
| Totale Leicester City | Totale Leicester City | Totale Leicester City | 148        | 36         |                 | 19              | 4               |                    | 21                 | 6                  |             | 1           | 0           | 189    | 46     |        |
| 2023-2024             | Newcastle Utd         | PL                    | 21         | 5          | FACup+CdL       | 1+0             | 0               | UCL                | 1                  | 0                  |             | -           | -           | 23     | 5      |        |
| 2024-2025             | Newcastle Utd         | PL                    | 21         | 5          | FACup+CdL       | 2+5             | 0               |                    | -                  | -                  | -           | -           | -           | 28     | 5      |        |
| Totale Newcastle      | Totale Newcastle      | Totale Newcastle      | 44         | 5          |                 | 8               | 0               |                    | 1                  | 0                  |             | -           | -           | 53     | 5      |        |
| Totale carriera       | Totale carriera       | Totale carriera       | 259        | 66         |                 | 31              | 4               |                    | 21                 | 6                  |             | 1           | 0           | 311    | 76     |        |

### Cronologia presenze e reti in nazionale
| Cronologia completa delle presenze e delle reti in nazionale ― Inghilterra | Cronologia completa delle presenze e delle reti in nazionale ― Inghilterra | Cronologia completa delle presenze e delle reti in nazionale ― Inghilterra | Cronologia completa delle presenze e delle reti in nazionale ― Inghilterra | Cronologia completa delle presenze e delle reti in nazionale ― Inghilterra | Cronologia completa delle presenze e delle reti in nazionale ― Inghilterra | Cronologia completa delle presenze e delle reti in nazionale ― Inghilterra | Cronologia completa delle presenze e delle reti in nazionale ― Inghilterra |
| Data                                                                       | Città                                                                      | In casa                                                                    | Risultato                                                                  | Ospiti                                                                     | Competizione                                                               | Reti                                                                       | Note                                                                       |
| -------------------------------------------------------------------------- | -------------------------------------------------------------------------- | -------------------------------------------------------------------------- | -------------------------------------------------------------------------- | -------------------------------------------------------------------------- | -------------------------------------------------------------------------- | -------------------------------------------------------------------------- | -------------------------------------------------------------------------- |
| 8-10-2020                                                                  | Londra                                                                     | Inghilterra                                                                | 3 – 0                                                                      | Galles                                                                     | Amichevole                                                                 | -                                                                          | 75’                                                                        |
| Totale                                                                     |                                                                            | Presenze                                                                   | 1                                                                          |                                                                            | Reti                                                                       | 0                                                                          |                                                                            |

## Palmarès

### Club

#### Competizioni nazionali
- Coppa d'Inghilterra: 1

Leicester City: 2020-2021
- Community Shield: 1

Leicester City: 2021
- Coppa di Lega inglese: 1

Newcastle: 2024-2025

### Nazionale
- Torneo di Tolone: 1

2017